# Петровское (озеро, Выборгский район)
Петровское (фин. Ihantalanjärvi) — пресноводное озеро на территории Каменногорского городского поселения Выборгского района Ленинградской области.

## Общие сведения
Площадь озера — 0,5 км², площадь водосборного бассейна — 9,7 км². Располагается на высоте 10,5 метров над уровнем моря.
Форма озера лопастная, продолговатая: оно вытянуто с юго-запада на северо-восток. Берега каменисто-песчаные, часто заболоченные.
Из залива на западной стороне озера вытекает безымянный водоток, впадающий с левого берега в реку Петровку, которая впадает в озеро Конское, через которое протекает река Суоккаанвирта. Последняя впадает в Новинский залив, являющийся частью системы Сайменского канала, выходящего в Финский залив.
К западу от озера проходит трасса 41К-183 («Выборг — Светогорск»).
Населённые пункты вблизи водоёма отсутствуют.
Код объекта в государственном водном реестре — 01040300511102000009742.